# Vida de San Cenobio
La vida de San Cenobio es un ciclo de cuadros del pintor italiano renacentista Sandro Botticelli. Fueron ejecutados entre 1495 y 1500, siendo las últimas obras conocidas de Botticelli. Otras fuentes señalan el periodo 1500-1505. Están realizadas al temple sobre madera.
Botticelli representó la vida y obras de San Cenobio (337-417), el primer obispo de Florencia, a lo largo de cuatro pinturas, actualmente dispersas entre varios museos del mundo:
- Bautismo de San Cenobio y su nombramiento como obispo (National Gallery de Londres).
- Tres milagros de San Cenobio, también en la National Gallery de Londres.
- Tres milagros de San Cenobio, Museo Metropolitano de Arte, Nueva York.
- Último milagro y muerte de San Cenobio Gemäldegalerie Alte Meister, Dresde.

Se cree que formarían una única pieza de mobiliario doméstico de madera sin que se haya podido concretar el comitente. Pudo ser Filippo di Zanobi di Girolami o la Compañía de san Cenobio. La fuente de la narración de la vida de san Cenobio pudo ser la escrita por el sacerdote florentino Clemente Mazza, impresa en 1487 y 1496, reflejo de la devoción que se tenía en la ciudad por este santo católico.
Estos cuadros reflejan el estilo asumido por Botticelli al final de su vida: una disminución de la escala, figuras expresivamente distorsionadas, y un uso del color no naturalista, que recuerda a la obra de Fra Angélico de casi un siglo antes. Aunque se enmarcan las escenas en una arquitectura y perspectiva renacentistas, las figuras y sus posturas son los protagonistas, lo que se entiende como un propósito deliberado de demostrar "la necesidad de la humanidad del hombre como medida de todas las cosas en clave cristiana" (M. Mancini).

## Bautismo de San Cenobio
El bautismo de San Cenobio y su nombramiento como obispo (en italiano, Battesimo ed elezione a vescovo di san Zanobi) es una obra que mide 66,5 cm de alto y 149,5 cm de ancho. Se conserva en la National Gallery de Londres (Reino Unido). 
En esta primera escena, San Cenobio se muestra en tres momentos: en el episodio de la izquierda está rechazando a la novia con la que sus padres pretenden casarle y, pensativo, se marcha. En el centro se muestra otro episodio: el bautismo del joven Cenobio y de su madre, y a la derecha, su ordenación como obispo por el papa Dámaso.

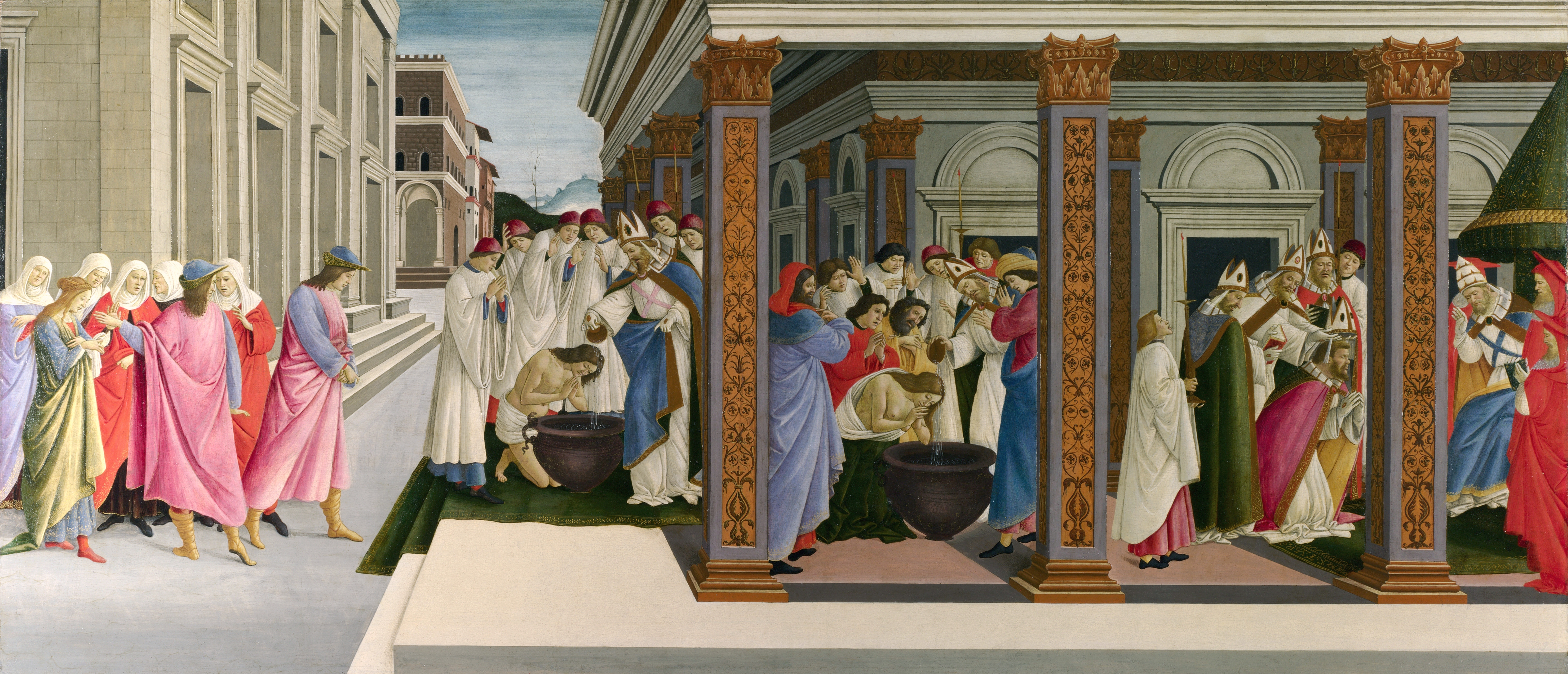
Bautismo de San Cenobio y nombramiento como obispo.

## Tres milagros de San Cenobio
Estos Tres milagros de San Cenobio (en italiano, Tre miracoli di San Zanobi) es una obra de arte que mide 67,3 cm de alto y 150,5 cm de ancho. Se conserva en el Museo Metropolitano de Arte, Nueva York.
En este cuadro se muestran tres actos milagrosos de San Cenobio: a la izquierda, Cenobio se encuentra con el cortejo fúnebre de un joven y le devuelve la vida; en el centro, Cenobio encuentra un grupo llorando la muerte de un porteador que había llevado reliquias de dos santos (que se muestran como cadáveres esqueléticos en un ataúd) a través de los Apeninos, y le devuelve la vida con ayuda de las reliquias; a la derecha, se muestra tres veces a un diácono, Eugenio (él mismo también santo después), en el interior del palacio obispal, Cenobio le entrega una copa con agua y sal, que lleva a un pariente que acababa de morir sin haber recibido la extremaunción, y le devuelve a la vida.

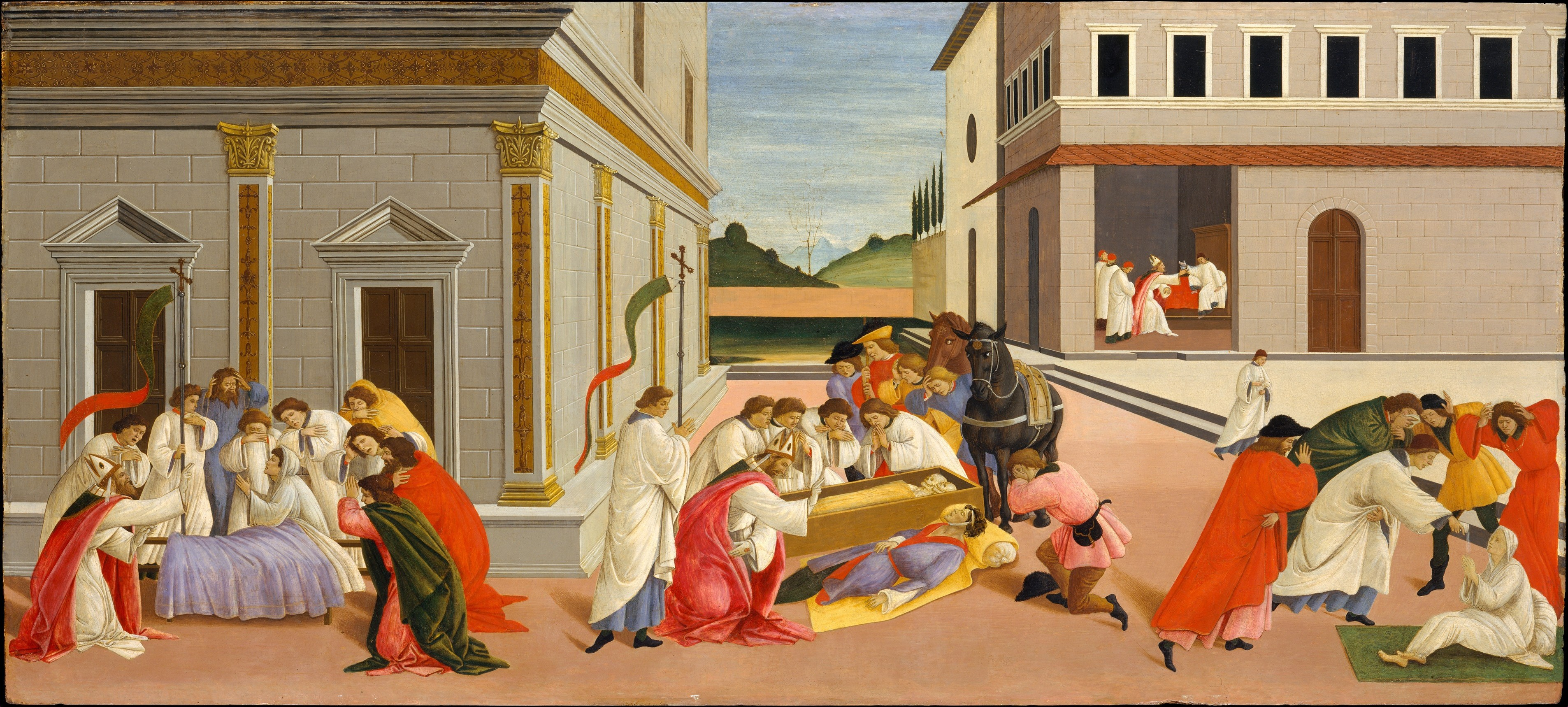
Tres milagros de San Cenobio.

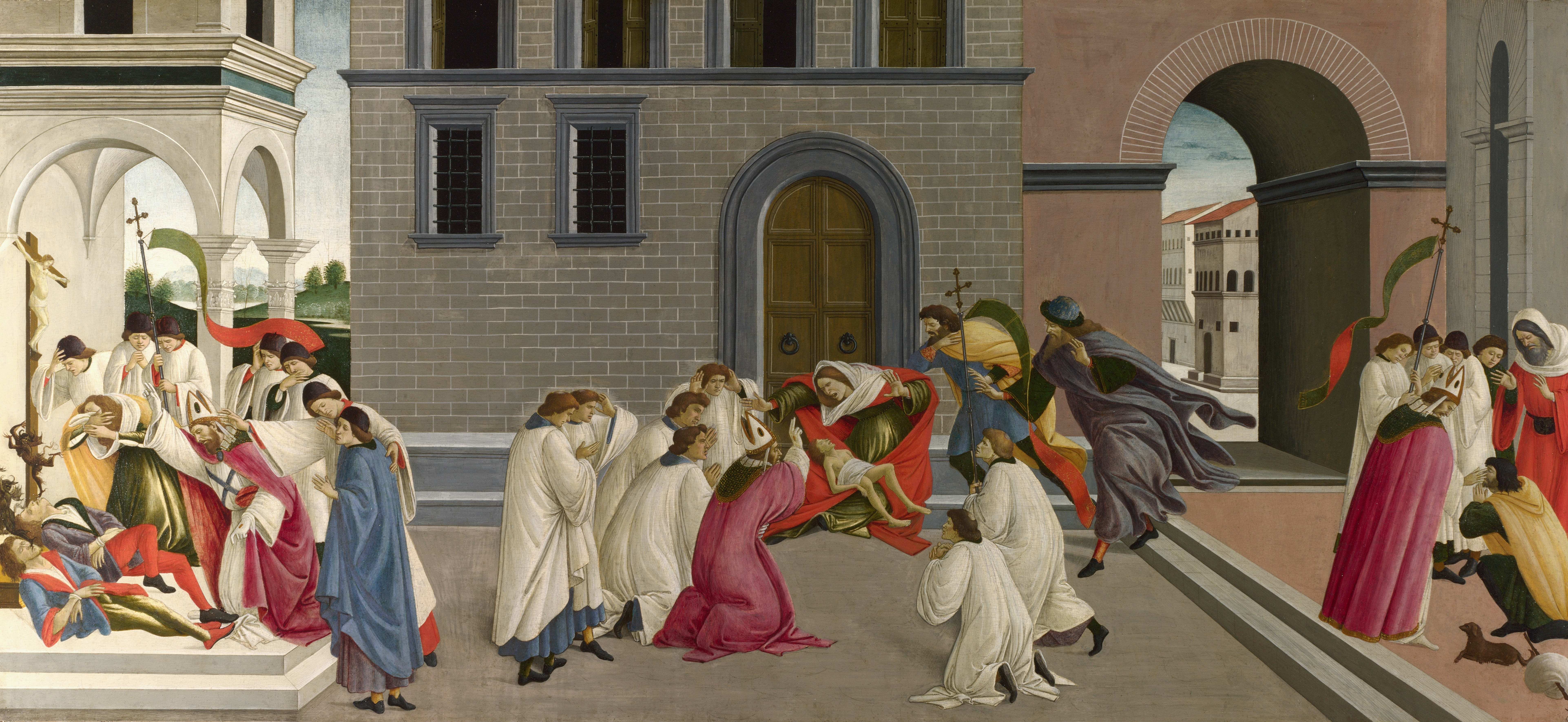
Tres milagros de San Cenobio.

Estos Tres milagros de San Cenobio (en italiano, Tre miracoli di San Zanobi) es una obra que mide 65 cm. de alto y 139,5 cm, de ancho. Se conserva, como la primera, en la National Gallery de Londres (Reino Unido).
En este cuadro se muestran otros tres actos milagrosos de San Cenobio: a la izquierda, dos jóvenes que habían tratado mal a su madre y habían sido maldecidos por ella, son exorcizados por Cenobio; en el centro, Cenobio devuelve la vida al hijo de una "noble dama de la Galia" que lo había dejado con el obispo mientras peregrinaba a Roma, pero mientras el niño murió; a la derecha, fuera de la catedral, Cenobio devuelve la vista a un mendigo ciego que había prometido convertirse al cristianismo si eso sucedía.

## Último milagro y muerte de San Cenobio
El Último milagro y muerte de San Cenobio (en italiano, Ultimo miracolo e morte di San Zanobi) es una obra que mide 66 cm de alto y 182 cm de ancho. Se conserva en la Gemäldegalerie Alte Meister de Dresde. 
Se trata de un cuadro que se lee de izquierda a derecha; un único milagro mostrado en tres escenas como el primer panel:
1. A la izquierda, un niño atropellado por un carro mientras está jugando;
2. Su madre, una viuda, se lamenta mientras lleva al niño muerto a los diáconos Eugenio y Crescencio interceden al santo con sus oraciones, implorando el milagro;
3. A través de la oración, lo que no se muestra aquí, San Cenobio consigue revivir al niño y devolvérselo a su madre, sano y salvo;
4. en el extremo de la derecha, el obispo, que mientras tanto ha adquirido un tono grisáceo, bendice a aquellos que están rezando junto a su lecho de muerte.

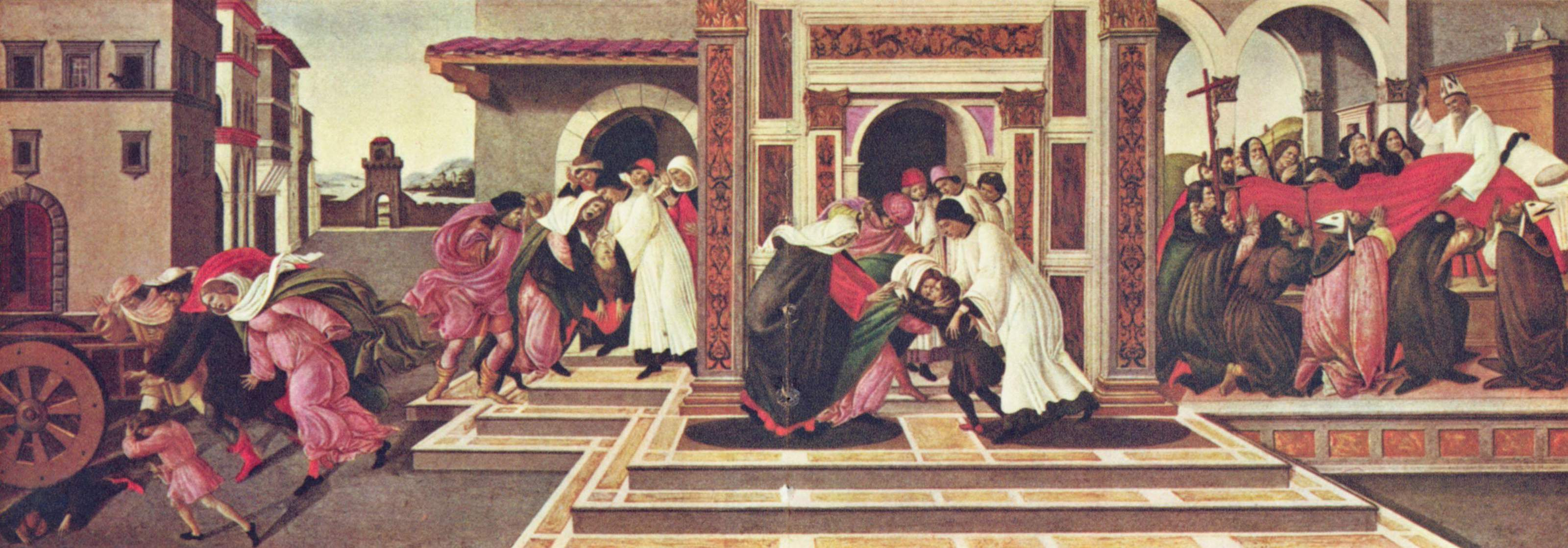
Último milagro y muerte de San Cenobio